# كوخاف يعقوب
كوخاف يعقوب (بالعبرية: כּוֹכַב יַעֲקֹב) مستوطنة إسرائيلية تأسست عام 1984 على اراضي قرية كفر عقب بمحاقظة القدس، في عام 2007، كان عدد سكانها قرابة 5600 مستوطن، ويعتبر المجتمع الدولي المستوطنات الإسرائيلية في الضفة الغربية غير قانونية بموجب القانون الدولي، ولكن الحكومة الإسرائيلية ترفض ذلك.